# Államok vezetőinek listája 455-ben
Ezen az oldalon az i. sz. 455-ben fennálló államok vezetőinek névsora olvasható földrészek, majd országok szerinti bontásban.

## Európa
- Nyugatrómai Birodalom
  - Császár: III. Valentinianus (425–455)
  - Császár: Petronius Maximus (455)
  - Császár: Avitus (455–456)
  - Consul: III. Valentinianus császár

- Keletrómai Birodalom
  - Császár: Marcianus (450–457)
  - Consul: Flavius Procopius Anthemius

- Vizigótok
  - Király: II. Theodorik (453–466)

- Osztrogótok
  - Király: Valamir (447–465)

- Burgundok
  - Király: Gundioch (436-470)

- Szvébek
  - Király: Rechiar (448–456)

- Száli frankok
  - Király: Merovech (kb. 450–458)

- Kenti Királyság
  - Király: Hengist (455–488)

## Ázsia
- Ibériai Királyság
  - Király: I. Vahtang (447–502)

- India
  - Anuradhapura
    - Király: Dhatuszéna (452–473)

  - Gupta Birodalom
    - Király: I. Kumaragupta (415–455)
    - Király: Szkandagupta (455–467)

  - Kadamba
    - Király: Szantivarman (450–475)

  - Pallava
    - Király: II. Szimhavarman (438–460)

  - Vákátaka
    - Király: Narendraszéna (440–460)

- Japán
  - Császár: Ankó (453–456)

- Kína Északi és déli dinasztiák kora
  - Császár:
    - Liu Szung: Szung Hsziaovu-ti (454–464)
    - Északi Vej: Vencseng-ti (452–465)

- Korea
  - Pekcse
    - Király: Kero (454–475)

  - Kogurjo
    - Király: Csangszu (413–490)

  - Silla
    - Király: Nuldzsi (417–458)

  - Kumgvan Kaja
    - Király: Csildzsi (451–492)

- Szászánida Birodalom
  - Nagykirály: II. Jazdagird (438–457)

## Afrika
- Vandálok
  - Király: Geiseric (428–477)

- Akszúmi Királyság
  - Akszúmi uralkodók listája

## Amerika
- Palenque
  - Király: Casper (11 Nyúl) (435–487)

- Tikal
  - Király: II. Siyaj Chan K’awiil (411–458)

## Egyházfő
- Pápa: I. Leo (440–461)
- Konstantinápolyi pátriárka: Anatoliosz (449–458)

## Fordítás
- Ez a szócikk részben vagy egészben  a   Liste der Staatsoberhäupter 455 című német Wikipédia-szócikk ezen változatának fordításán alapul.  Az eredeti cikk szerkesztőit annak laptörténete sorolja fel. Ez a jelzés csupán a megfogalmazás eredetét és a szerzői jogokat jelzi, nem szolgál a cikkben szereplő információk forrásmegjelöléseként.